# 獸頭亞目
獸頭亞目（學名：Therocephalia）意為「獸的頭部」，是獸孔目獸齒類的一個已滅亡演化支，存活於二疊紀中晚期到三疊紀。獸頭亞目以牠們巨大的頭骨與牙齒為名，牠們可能是群成功的肉食性動物。
儘管合弓綱通常被稱為似哺乳爬行動物，牠們並不是爬行動物演化支的一部分。獸頭亞目與犬齒獸亞目的關係親近，而犬齒獸亞目演化出哺乳類；這層關係有者有解剖學上的證據，可能包括鬍鬚與毛髮。儘管發現化石，但獸頭亞目的內部演化關係、解剖結構、生理機能上，還有許多無解的問題存在。
南非卡魯盆地發現大量的獸頭亞目化石，俄羅斯、中國、南極洲也有發現獸頭類化石。在二疊紀中期，獸頭類起源於盤古大陸南部，但就像犬齒獸類一樣，快速散佈到盤古大陸各處。許多獸頭類在二疊紀-三疊紀滅絕事件中滅亡，少數真獸頭類的物種存活到三疊紀早期並繼續多樣性發展。殘活下來的獸頭類在三疊紀中期滅亡，可能因為氣候變遷，以及肉食性犬齒獸類、多樣性的爬行動物的競爭有關。

## 特徵

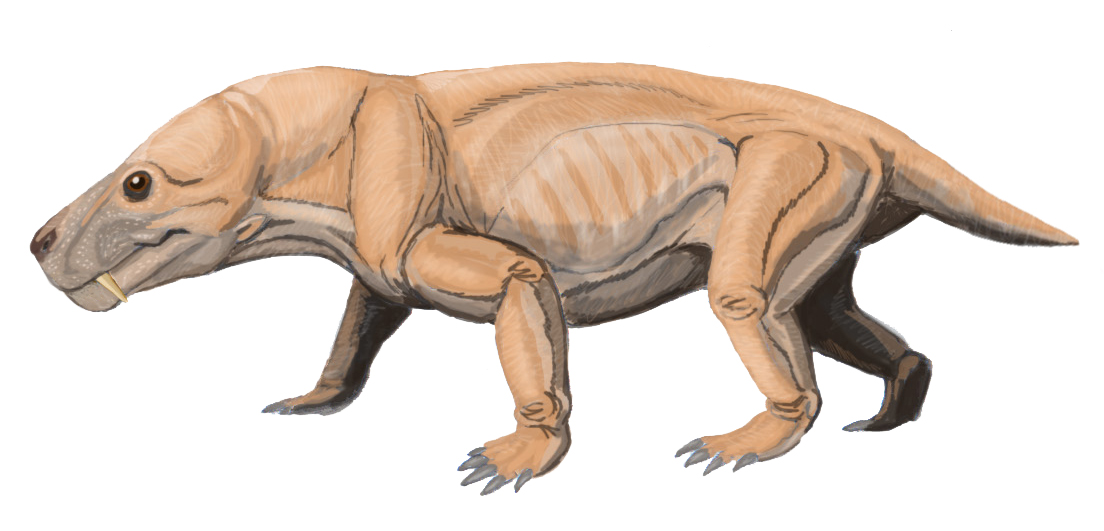
麝喙獸

獸頭類從早期獸齒類演化而來，是犬齒獸類的姐妹分類單元；而犬齒獸類是哺乳類的祖先。獸頭亞目與獸齒類的第三演化支麗齒獸類一樣古老，牠們擁有許多類似的原始特徵。獸頭類比麗齒獸類存活的還要久，存活到三疊紀早到中期。
犬齒獸類的祖先擁有許多類似獸頭亞目的特徵，有些科學家相信這些類似特徵是趨同演化的結果，例如：有些物種的眶後條消失、哺乳類形式的趾骨、以及類似的次生顎。

## 解剖學與生理學

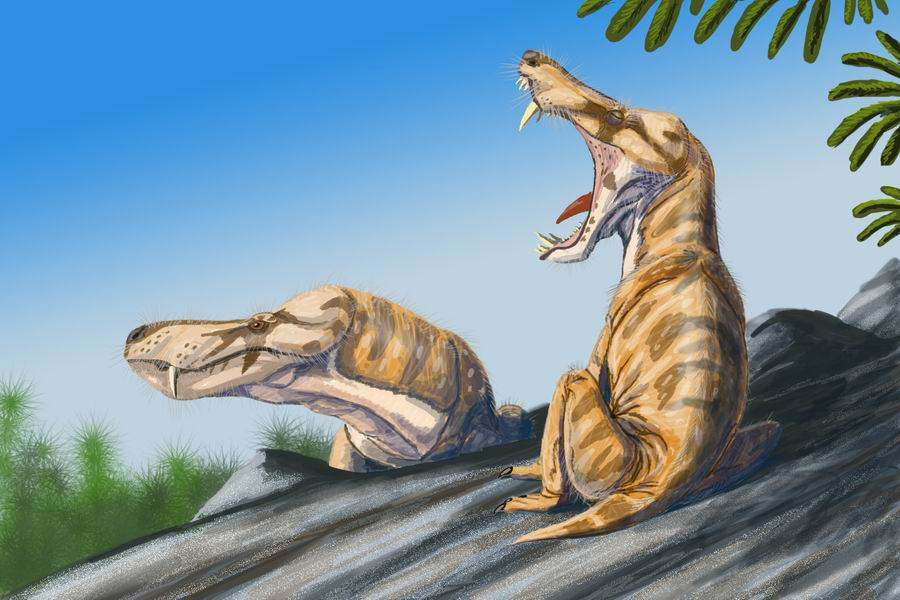
鋸頜獸

如同麗齒獸類與犬齒獸類，很多獸頭類被推測是肉食性動物。有些獸頭類（例如原始的Glanosuchus）被認為已是溫血動物，因為發現頜鼻甲骨的隆起。早期的獸頭類在有些特徵與麗齒獸類一樣原始，但牠們仍擁有某些先進的特徵，例如：
- 更大的顳顬孔可協助頜部肌肉動作
- 趾骨減少到類似哺乳類的形式
- 初始的次生顎出現

較晚的獸頭類，包括較先進的包氏獸科，將某些獸齒類特徵高度發展到某種程度。例如：某些物種沒有骨化的眶後條（分隔眼窩與顳顬孔），這是原始哺乳類的典型特徵。這與其它的先進特徵導致一個長久以來的見解，鼬龍類與某些早期哺乳類從包氏獸類演化而來，這個理論現在已被否定。類似哺乳類的特徵似乎是不同獸齒類各自平行演化的結果，包含獸頭類。

## 生物分類與系統分類

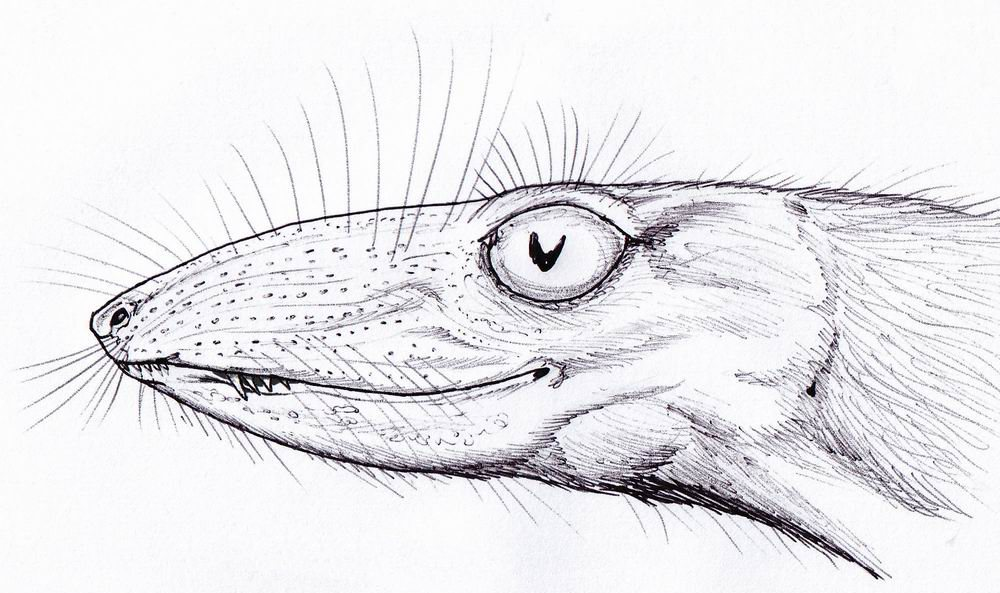
Scaloposaurus

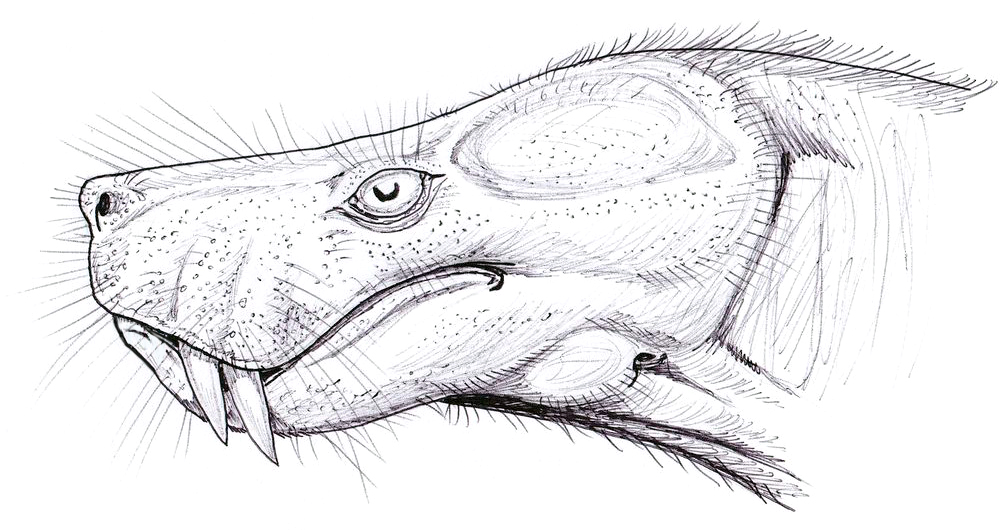
狼鱷獸

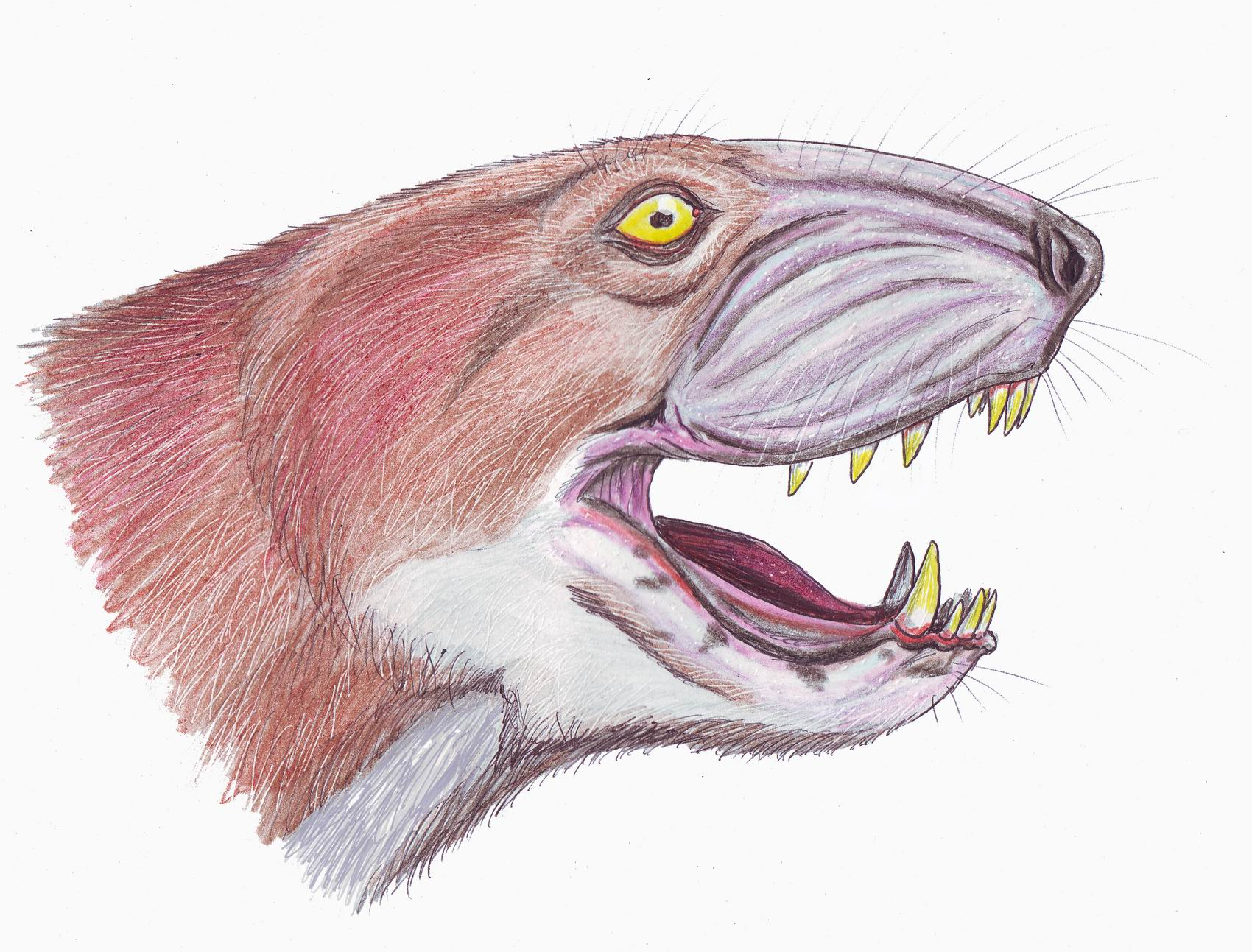
一種未命名的東歐獸頭類

有些早先的獸頭類演化支被發現是非天然演化支。例如：Scaloposauridae科的分類是基於未成年體的特徵，可能意味者牠們是獸頭類其他科的未成年個體。
另一方面，奇特的狼鱷獸科（Lycosuchidae），一度以多顆犬齒作為鑑定特徵。目前透過犬齒位置的研究後，狼鱷獸科
被認為代表一種非天然演化支（van den Heever, 1980）。然而，後來的研究發現額外的共有衍徵，以證明獸頭亞目是單系群，而狼鱷獸科現在被認為是獸頭亞目單系群中最基礎的演化支。
獸孔目 Therapsida
- 獸頭亞目 Therocephalia[1]
  - †卡拉帕丁兽属 Crapartinella
  - †属 Gorynychus
  - †属 Theriodesmus
  - †狼鳄兽科 Lycosuchidae
  - †演化支 Scylacosauria
    - †科 Scylacosauridae
    - †科 Trochosuchidae
    - †真兽头下目 Eutherocephalia
      - †科 Chthonosauridae
      - †弱颌兽科 Akidnognathidae（=安那獸孔獸科 Annatherapsididae、科 Euchambersiidae、麝喙獸科 Moschorhinidae）
      - †霍夫梅里兽科 Hofmeyriidae
      - †纳尼克提兽科 Nanictidopidae
      - †科 Scylacosuchidae
      - †科 Whaitsiidae
      - †包氏兽超科 Baurioidea
        - †属 Scaloposaurus
        - †属 Homodontosaurus
        - †属 Malasaurus
        - †属 Scalopodon
        - †属 Dongusaurus
        - †属 Icticephalus
        - †属 Ictidodon
        - †属 Ictidodraco
        - †属 Ictidognathus
        - †属 Macroscelesaurus
        - †属 Nanictocephalus
        - †属 Nanictosuchus
        - †属 Polycynodon
        - †属 Rhigosaurus
        - †属 Scalopocephalus
        - †属 Scalopolacerta
        - †属 Silphictidoides
        - †属 Silpholestes
        - †伊克昭兽属 Yikezhaogia
        - †鼬鳄兽科 Ictidosuchidae
        - †科 Ictidosuchopsidae
        - †科 Lycideopidae
        - †科 Regisauridae
        - †埃里斯蜥兽科 Ericiolacertidae
        - †包氏兽科 Bauriidae

## 大眾文化
在BBC的電視節目《與巨獸共舞》（Walking with Monsters）的第三集，一群原始獸頭類在夜晚攻擊一隻水龍獸，以嘴中的毒液使水龍獸癱瘓。但是，沒有直接證據顯示獸頭類具有這些特徵。
由英國獨立電視台製作的科幻影集《重返侏羅紀》（Primeval）第四季第四集中也出現了一群擁有毒液的獸頭類，可能是向上述作品致敬的結果。